# Пита у јеловнику становника Козаре и Поткозарја
Пита у јеловнику становника Козаре и Поткозарја је саставни део традиционалне кухиње који ја нашла и своје место у савременом кулинарству, које је напокон дошло до сазнања да традиционални специјалитети овог краја добију више простора у јеловницима бројних ресторана широм Републике Српске.
Како места која посећујемо памтимо и по храни која је специфична за то подручје и културу, тако су и разне врсте пита које су традиционална, домаћа храна, Козара и Поткозарје остала у памћењу многих сладокусаца. Поред цицваре, качамака, разних јела од меса на том јеловнику је и велики избор пита, као део аутохтоних традиционалних гастрономских специјалитета, који никога неће оставити равнодушним.
Имајући ово у виду многим куварима и куварицама Козаре и Поткозарја поставили су пред собом циљ је да бројна јела укључујући и пите постану неизоставан део јеловника ресторана у овом делу Републике Српске.

## Основне информације
Доручак међу Србији је скорашња „измишљотина” – која је стигла на Балканско полуострво у другој половини 19. века, под утицајем Западне Европе. Дотле се на овим просторима јело два пута дневно: јутро је почињало љутом препеченицом, први оброк се служио у 10 или 11 сати пре подне, а вечера пред сумрак. Преко лета су они који раде у пољу добијали још и ужину – парче проје или питу са сиром  или кајмаком, комад сланине, лук…
У исхрани становника са Козаре и Поткозарја  било је доста „белог мрса“ (млеко, сир, кајмак), разних супа и чорбе, паприкаша, купуса, пасуља, а незаобилазан је био качамак од кукурузног брашна (по могућству млевен на поточари) али и пите: јуфкара, балгур, гужвара, квргуша, кромпируша (Софија Максимовић у свом кувару из 1913. године бележи чак 17 врста, од оне са сиром, до пита са шљивама купусом,  бундевама, кромпиром пилећим месом, зељем).
Како је у свом кувару написала Спасенија Пата Марковић, због доброг укуса пита је једно од најчешћих јела на трпезама Балкана. Такође, у Републици Српској, као и широм Србије праве се све врсте и сви типови пита. Наравно да сваки крај Балкана има своју препознатљиву врсту пите. Тако, на пример, бурек везујемо за турску, босанску и кухињу југа Србије. 
Генерално гледано пите је могуће сврставати према врсти и начину на који се тањи тесто за коре, према начину слагања и обликовања и према врсти надева. Два основна типа пита су оне које се праве од развијених кора и пите које се праве од теста испуњеног надевом, потврђују и пите које су на јеловнику становништва Козаре и Поткозарја.

## Пита јувкара
Основу сваке пите па и пите јувкаре представља пшенично брашно које се ручно просејава кроз ситно сито. Тако просејано брашно се потом са водом меша у тесто одрежене мекоће како би се оклагијом развило у већу јуфки. Јуфка се затим исече на комаде, величине 10 до 15 центиметара, на четвртине или троуглове.
У добро подмазану тепсију, ређа се први ред - јувка премзана масноћом која садржи кајмак, сир и умућена јаја. Након тога се ставља други ред јуфке које се такође преливају на исти начин. Јувке са надевом се слажу све док се не постигне жељена дебљина пите. 
Наслагана пита се ставља у плех на саџак постављен на огњиште у ватри а плех се прекрива пеком, да се испод њега пита испече. Након неког времена домаћица скида пекву и контролише правилно печење пите и према потреби регулише ватру на огњишту. 
Када је пита  испечена, домаћица узима нож и сече питу на чртвртасте комаде, не вадећи је из тепсије. Тако исечена пита се затим прелије младим кајмаком и скорупом. Овакво резање пите служи да се кајмак боље размаже у пити.
Сервирање
Када је пита испечена, склања се са ватре и ставља да се охлади. Пита се служи за јело док је још млака, а може и хладна. Пита је специјалитет овог краја.
- Један од начина припреме пите јувкаре
- Основу сваке пите па и пите јувкаре представља пшенично брашно које се ручно просејава кроз ситно сито
- Брашно се потом са водом меша у тесто одређене мекоће како би се оклагијом развило у већу јувку
- Од умешеног теста формира се једна велика или више малих јувки
- Након што извесно време тесто одлежи јувка се оклагијом развлачи у велику кору
- Кора се пуни надевом прекрива се са још 2-3 целе коре и ређа у плех за печење
- Готова пита премазана масноћом спремна за печење

## Пита гужвара
Гужвара се прави на сличан начин као и јуфкара, с том разликом што се гужвара не реже на комаде, већ се цела јуфка попрска кајмаком, машћу и јајима и умота у ролат, па се цела стави у тепсију и у њој пече.

## Пита јуфкара
Основу сваке пите па и пите јуфкаре представља пшенично брашно које се ручно просејава кроз ситно сито, од кога  се прави тесто које се развија оклагијом. Тако добијено тесто (плахта) сече се на мање комаде који се стављају на врућ плех да би се из теста извукла влага.
Када се плахта, или тесто просуши ставља се на плех подмазан уљем или путером. Преко прве плахте се ставља сир, кајмак и неколико размућених јаја, а преко тога се поново ставља плахта (јуфка), па се поново ставља сир и кајмак и покрива јуфком. 
Сервирање
Испечена пита се сече на мање комаде служи за јело док је још млака, а може и хладна

## Пита мекуша
Умутити брашно са млеком или водом као за палачинке, па додати соду бикарбону или прашак за пециво. Овом тесту се додају млеко, кајмак, кајмак и стављају у плех и пеку у рерни. Када се испече, ломи се на комаде као векна хлеба и прелива кајмаком и сецканим белим луком и тако једе.

## Пита квргуша
Умутити брашно са млеком или водом и додати соду бикарбону или прашак за пециво. Може и размућено јаје. У тесто се додаје млеко, врхње, кајмак и када се промеша ставља се у плех. На то тесто се одозго набацају цели комади пилећег меса (батак, карабатак, бело месо) очишђеног од костију и претходно мало пропрженог у тигању 
Сервирање
Кад је пита печена, прелива се врхњем, а онда још мало пече. Пита се сервира исечена на квадрате и једе топла или хладна уз кисело млеко или млеко.

## Кокошја пита
У тепсију се ређају дебље јуфке и на њих се стављају комади куване пилетине. Затим се пилеће месо умотава јуфком. Јуфка се одозго поспе сецканим луком и све то се прелива врхњем и пече.

## Пита масленица
У брашно додати со, па полако додати воду.  Мешати великом кашиком или руком.  Потом додати уље.  Све добро умесити.  Тесто мора бити мекано али се не сме лепити за руке.  Ако се лепи, додајте још мало брашна.
Пребаците на подлогу за мешење, добро умесити па преполовити и направити две кугле.Сваку појединачно још мало премести.  Посути с брашном и оставити 5 минута да одстоји.  Потом га опет премесити.
У тепсију ставити брашно, па лоптице пребацити у ту тепсију.  Одозго премазати са мало уља и оставити да одстоји пола сата.
Припремити прелив за масленицу: у шерпу ставити кајмака и уља.  То све спојити и истопити. Фил  мора увек да буде млак, кад се прелива преко јуфки.  Кад се све лепо истопи почните са развлачењем јуфки.
Подлогу на којој развлачите поспите брашном, јуфку такође поспите брашном.  Растањити јуфку оклагијом.  Поново поспите са мало брашна кад приметите да почиње да се лепи за оклагијом. Тесто се развија оклагијом. Када омекша, онда се прелије путером или уљем, па се стави кајмак па се тесто савија. Сваки слој мора бити одвојен филом или машћу. Када се стави у тепсију, окрене се на све стране и преврне. Тако припремљена пита се пече све док не порумени.
Испечена пита се сече на троуглове и сервира топла уз неки од млечних напитака

## Масленица самит пита
У суд се стви просејано брашно, герма, со и тесто се замеси. Када тесто нарасте, поново се развија и додају се кајмак и масноћа. Постоји само један слој пите. Припремљено тесто се ставља у тепсију и пече у рерни или испод пека. Ова пита је са гермом, а остале су без герме.

## Пита од јабука
Јабуке се оперу, па изрендају и ређају између резанаца у тепсију. Запеците у рерни, па прелијте претходно прокуваним шећером, водом и шерпом од лимуна. Могу се додати и ораси.

## Пита од шљива
Зреле шљиве савке се без коштица ређају у плех која је подмазан масноћом и посута брашном. Испечену питу охладити, а затим посути слатким кајмаком и шећером.

## Пита сирница
Од брашна, соли и воде замесити тесто, па га поделити на два  дела, обликовати лоптице и оставити поклопљено око 20 минута. 
Кад тесто одстоји разваљајти га, премазати уљем, па оставите око 10 минута. У посебној посуди помешати  млади сир, јаја, путера, кајмака, па посолите по укусу. 
Затим развући тесто што тање, пажљиво повлачећи од средине ка крајевима. На крај развученог теста ставити фил па га уролати. Обликовано терсто са сиром  поређати у плех, премазан уљем. На исти начин припремите другу "лопту" теста.
Ставите питу у рерну загрејану на 200°С и пећи око 40 минута. Печену питу премазати комадићем путера и кашиком павлаке (може и без), па вратити у рерну још минут или два.

## Купус пита
Млади купус се исече или изренда на ситно и спрема као бурек.

## Кромпир пита
Замесити тесто од брашна, соли и воде. Оставите поклопљено око 20 минута. Црни лук и кромпир ољуштите, операрти и исећи на коцкице. У посуду за припрему фила сипати 1 кашику уља (да кромпир не потамни), затим додати ситно сецкани црни лук ин зачиниоти по укусу. 
Разваљати тесто, премазати га уљем, па оставите да одлежи 10 минута. Затим истегнуту тесто што је могуће тање, повлачећи од центра према крајевима. На један крај развученог теста ставити 1/3 фила од кромпира, па уролати. Поновите поступак још 2 пута. Ставите питу у плех, премазан уљем и печи у пећници или испод сача. 
Док се пита пече у 100 ml воде прокувати мало соли. Печену питу прелити водом, премазати отопљеним путером, па вратити у пећницу још пар мунута.

## Зељаница
Зеље (блитве, спанаћа и сличног лиснатог поврћа) се очисти, добро опере, исецка и посоли и у рукама добро угњечи  да из њега изађе вода. Ту течност бацити, а у зеље додасти сир, јаја и павлаку и све добро промешати.
Половину брашна сипати у ванглу, додати уље, со и млаку воду и промешати. Постепено додати преостало брашно и месите руком док се не добије глатко тесто. Умешено тесто мало премазати уљем, покрити прозирном фолијом и оставити на собној температури 20 минута.
- Припрема пите зељанице
- Надев од сира и зеља (блитве, спанаћа и сличног лиснатог поврћа)
- Развучене коре се умачу у надев и гужвају (отуда назив "гужвара")
- Коре треба да су пуне надева
- Тако надевене ређају се у тепсију претходно обложену са 2-3 целе коре
- Поређане коре са надевом прекривају се са још 2-3 целе коре

После 20 минута тесто поделити на 3 дела, ставити на побрашњен тањир, сваку лоптицу добро науљити, покрити прозирном фолијом и оставити да одстоји 90 минута.  Када је тесто одстајало покрити сто ланеним столњаком, ставити јуфку у средину и пажљиво рукама разваљајте тесто, водећи рачуна да не попуца, док не постане провидно и веома танко. Нанети фил дуж једног краја теста, па кору згужвати рукама, и ређати у плех, урадите исто са преосталим јуфкама.
Округли плех науљите, у њега уваљати обликовану питу, коју треба  премазати по површини уљем и пећи у рерни или на огњишту под пеком док не порумени. За печење је потребно 30-40 минута.

## Мисирача (тиква) пита
Млада мисирача  (бундева) се очисти, исече на ситне коцкице којима се додају  јаја и кајмак. Надев се ставља на јуфке као за бурек и потом пече. 
Црна мисирача је веома укусан када се стави у питу јер јој даје посебан укус и слаткоћу. Спрема се тако што се мисирача прво пече на огњишту или у рерни. Потом се мисирача наренда и ставља у питу, односно њом се посипа јуфка, или се умотава у јуфку и тако пече. 
Мисирача може да се припрема и на овај начин. Прво се  расече,  и изваде се семенке а онда се  она пече. Бела зрела мисирача  пече се у пећници или на огњишту и као такав се једе. Може се испећи и у тепсији. Печена бундева се једе као посластица. Бундева може и да се кува у казану и једе одмах после кувања.